# Vassili Khoudiakov
Pour les articles homonymes, voir Khudyakov.

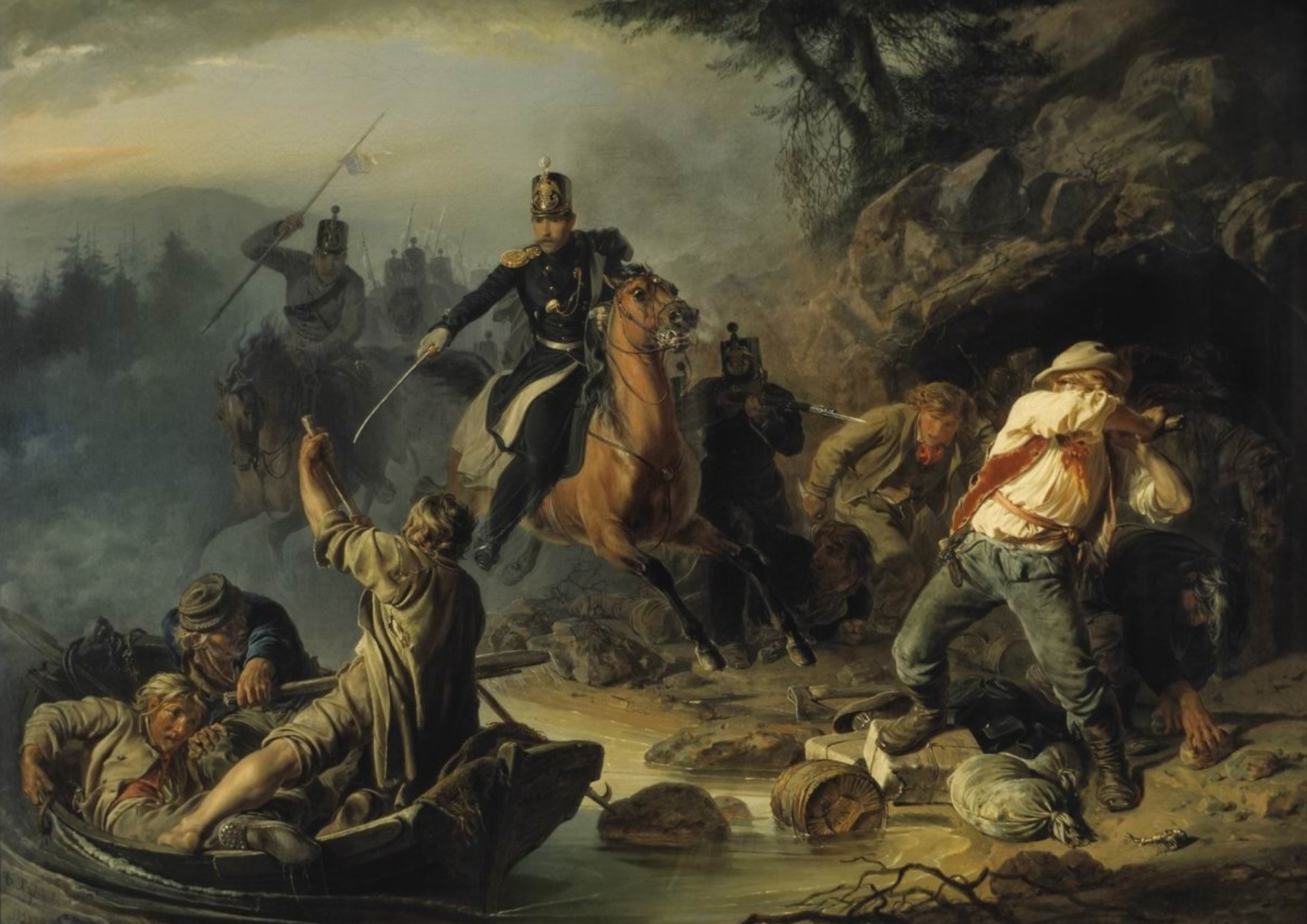
Contrebandiers finlandais.

Vassili Grigorievitch Khoudiakov (en russe : Василий Григорьевич Худяков), né le 24 décembre 1825 à Akshuat, Gouvernement de Simbirsk et mort le 26 juillet 1871 à Saint-Pétersbourg, est un peintre russe d'histoire, de portraits et de genre.

## Biographie
Il commence ses études à l'Académie d'art et d'industrie Stroganov, puis passe près de deux ans à l'École de peinture, de sculpture et d'architecture de Moscou (MSPSA). Son mentor, le professeur Fyodor Zav'yalov (ru), l'invite à être assistant pour les travaux décoratifs qui se déroulent dans le hall d'entrée du Palais du Kremlin. Certains de ses tableaux sont exposés à l'Académie Impériale des Arts, où ils obtiennent une médaille d'argent
En 1848, il se rend à Saint-Pétersbourg et audite les classes de l'Académie. Dans sa hâte d'être nommé « artiste libre », il accepte une médaille d'argent et laisse passer l'occasion de concourir pour une médaille d'or. Par la suite, il peint surtout des portraits sur commande. En 1851, après avoir terminé l'un des Doyen Avraam Melnikov, il est nommé « Académicien ». 
Parmi les autres œuvres dignes de mention à cette époque, on peut citer les Contrebandiers finlandais, l'une des deux premières œuvres achetées par Pavel Tretiakov pour sa galerie, et Persécution des chrétiens à l'Est, achetée par le tsar Nicolas Ier en cadeau au roi Otton de la Grèce.
En 1856, il visite la France et l'Italie ; il reste à Paris, Rome et Naples pendant environ quatre ans, tout en continuant à exécuter des commandes pour les membres de la noblesse russe. Sur la base de ces travaux, il est nommé professeur par l'Académie en 1860. Après son retour, il devient enseignant à la MSPSA. En 1862, il s'installe à Saint-Pétersbourg, où il continue d'exposer fréquemment. Il meurt du choléra en 1871.